# Suriubu
Suriubu (Suriuba) ist ein osttimoresischer Ort im Suco Goulolo (Verwaltungsamt Cailaco, Gemeinde Bobonaro). Die kleine Siedlung liegt im Zentrum des Sucos auf einer Meereshöhe von 420 m, südöstlich des Sees Danau Tapakora. Zu den einzeln stehenden Häusern führt keine Straße. Ringsherum liegen Reisfelder. Weiter südlich befindet sich der Berg Foho Suriubu.